# Vango
Vango est une suite romanesque de deux romans pour la jeunesse écrits par Timothée de Fombelle.

## Personnages
- Vango Romano : Il a 19 ans au début du roman. Poursuivi pour un crime qu'il n'a pas commis, il est obligé de s'échapper. Police française, trafiquant d’arme, espions russes…, tous le cherchent. Mais Vango ne sait rien de lui. Qui est-il ? D'où vient-il ?

- Hugo Eckener : à la tête de l'entreprise de dirigeables Zeppelin, il réalise le premier et seul tour du monde en Zeppelin de l'histoire. Il est profondément anti-nazi. Ce personnage a vraiment existé et a joué à peu près le même rôle dans la réalité.
- Ethel : Jeune écossaise amoureuse de Vango depuis le tour du monde en Zeppelin durant lequel ils se sont rencontrés, cinq ans avant le début de l'intrigue. Elle tente de le retrouver et de le sauver. Son frère, Paul est officier aviateur dans l’armée de l’air britannique. Leurs parents sont morts dans un avion lorsqu'ils étaient jeunes, ce qui fait d'eux des héritiers d'un château et d'une grande fortune.
- La Taupe : jeune adolescente bourgeoise juive. Elle passe sa vie sur les toits de Paris, en raison de sa claustrophobie. Ses parents sont très peu présents, et l'ignorent depuis toute petite. Elle a rencontré Vango une nuit sur la tour Eiffel.
- Mademoiselle : nourrice qui a élevé Vango dans les îles éoliennes. Elle parle plusieurs langues telles que le français, le russe, l'allemand, l'italien et l'anglais.
- Boulard : commissaire français à la poursuite de Vango et de Voloï Viktor.
- Avignon : policier adjoint du commissaire Boulard, il est en vérité espion pour le compte de Voloï Viktor.
- Voloï Viktor/Mme Victoria  : trafiquant d'armes recherché par toutes les polices du monde, il change très souvent de nom et est très influent. Il traque impitoyablement le monastère de Zefiro, la seule personne à l’avoir trahi.
- Le père Jean: Mentor de Vango, supérieur du séminaire des Carmes. Il meurt la veille de l'ordination sacerdotale de Vango qui est accusé de l'avoir tué.
- le Père Zefiro : Prêtre médecin sur les champs de bataille de 1914, il rencontre un Allemand, un tirailleur ivoirien de l'armée française et un médecin français. Le "Groupe Violette" oeuvrant pour la paix,  est né. Plus tard, devenu confesseur du grand trafiquant d’arme Voloï Viktor, il donne des indications  pour sa capture à la police française. La capture échoue, Voloï s’enfuit et met à prix la tête de Zefiro. Mais Zefiro est loin, il a fondé un monastère, quelque part, invisible au monde, qui recueille des hommes comme lui, qui pour rester en vie, ont fait croire à leur mort.

## Lieux visités
- Paris : la fuite de Vango commence sur les marches de Notre-Dame et la ville apparaît souvent dans l'histoire.
- Île de Salina (éoliennes) : Vango et Mademoiselle y échouent en 1918. C'est ici que grandira Vango, entre le ciel, les falaises, la mer et les oiseaux.
- Alicudi : petite île désertique qui abrite le monastère secret de Zefiro.
- Friedrichshafen : siège de l'entreprise Zeppelin.
- Loch Ness : le château d'Ethel et son frère se trouve sur les rives du Loch Ness, à Everland plus précisément.
- New York : en pleine construction des grands buildings, Zefiro et Vango poursuivent Voloï Viktor.
- Moscou : Mademoiselle y est séquestrée avec la famille d'Andreï.
- Île de Noirmoutier : Zefiro a été prêtre à l'abbaye de la Blanche durant de longues années, et Vango s'y réfugie pendant la guerre.
- Lakehurst : base aéronavale où atterrissent le Hindenburg et le Zeppelin, aux États-Unis.

## Critique littéraire
- « Assurément le meilleur de ce qui s'écrit aujourd'hui pour la jeunesse et pour tous les âges. » (Le Figaro littéraire, avril 2010)[1]
- « Tout le plaisir est là, dans cette effervescence d'un récit minutieusement bâti, pièce après pièce, dans cette énergie d'une plume aussi claire que vive, cette générosité de l'imagination, ce bonheur évident de raconter. » (Télérama)[2]
- « Une aventure trépidante qui séduira autant les ados que les parents. » (France Soir)

## Liste des volumes
1. Entre ciel et terre, Paris, Gallimard Jeunesse, novembre 2010, 384 p. (ISBN 978-2-07-065589-2)[3]
2. Un prince sans royaume, Paris, Gallimard Jeunesse, octobre 2011, 400 p. (ISBN 978-2-07-063891-8)[4]

## Prix et distinctions
- 2011 : Prix des Mordus du polar des bibliothèques de la ville de Paris
- 2012 : Prix Ado-Lisant
- 2012 : (international) « Honour List »[5] de l' IBBY pour Vango